# 리 브라운
리 패트릭 브라운(Lee Patrick Brown, 1937년 10월 4일 ~ )은 아프리카계 미국인 처음으로 휴스턴의 시장(1998~2004)을 지낸 미국의 정치인이다.

## 생애
오클라호마주 웨워카(Wewoka)에서 물납 소작인의 아들로 태어나, 캘리포니아주로 이주하였다. 1960년 새너제이 주립 대학교에서 범죄학 이학사를 취득하였다. 1965년부터 1966년까지 새너제이 경찰 협회의 회장을 지냈다. 1964년에는 모교에서 사회학 석사 학위를 취득하고, 1968년 그 대학의 조교수가 되었다.
같은 해에 캘리포니아 대학교 버클리에서 범죄학에서 두 번째 석사 학위를 취득하여 포틀랜드 주립 대학교에서 사법과의 의장과 교수가 되었다. 1970년에는 버클리에서 법학박사 학위를 받았다.

## 경력
1972년 하워드 대학교의 교수가 되었다가, 1974년 오리건주 멀트노머 카운티(Multnomah County)의 보안관에 임명되었다. 1976년에는 치안 봉사국의 국장이 되었다. 1978년부터 1982년까지 애틀랜타에서 공동 안전을 위한 감독을 지내면서 애틀랜타 어린이 살인 사건을 해결하였다.
후에 아프리카계 미국인 처음으로 휴스턴의 경찰 국장이 되어 1990년까지 있다가, 뉴욕의 경찰 청장이 되어 도시 전체의 공동체의 안정을 잡는 도움을 주었다. 1년 후에 범죄가 모든 분야에서 내려갔다. 브라운은 법률 집행 공동체를 통하여 공동체 안정의 아버지로 알려졌다.
1993년에는 워싱턴 D.C.로 옮겨 미국 마약 통체 정책부의 부장이 되었다.

### 휴스턴의 시장
1997년 시장 선거에서 민주당 후보로 입성하여 지지율 42.26%를 얻어 휴스턴의 첫 흑인 시장이 되었다. 브라운의 시장 재임 중에 도시는 기본적 시설에서 광범하게 투자를 하였다. 도시의 첫 경궤조 방식을 시작해서 투표인들이 그 광범위를 인정하여 버스 서비스, 주차와 탑승을 늘리고, 새로운 3개의 프로 스포츠 시설들을 열고, 다운타운 지역을 재생시키는 일 등이었다. 또한 새 도서관, 소방서, 경찰서들을 지었고, 새로운 터미널과 활주로를 지닌 도시의 공항 시스템에 2.9억 달러의 개발 프로그램을 착수하였다.
브라운은 도시의 도서관들에 인터넷 이용을 공급하는 프로그램을 설비하고, 새로운 공원들을 여는 등 도시의 확언적인 활동 프로그램을 세우기도 하였다. 도시에 외국 영사관들의 수를 늘렸다.
2001년에는 올랜도 산체스 후보를 좁은 차이로 꺾고 재선되었다가, 2004년 1월 2일 임기가 종료되면서 퇴임하였다.

## 역대 선거 결과
| 선거명      | 직책명      | 대수 | 정당   | 1차 득표율 | 1차 득표수 | 2차 득표율 | 2차 득표수 | 결과 | 당락             |
| ----------- | ----------- | ---- | ------ | ---------- | ---------- | ---------- | ---------- | ---- | ---------------- |
| 1997년 선거 | 휴스턴 시장 | 59대 | 무소속 | 42.26%     | 132,324표  | 52.67%     | 156,169표  | 1위  | 휴스턴 시장 당선 |
| 1999년 선거 | 휴스턴 시장 | 59대 | 무소속 | 67.29%     | 139,150표  |            |            | 1위  | 휴스턴 시장 당선 |
| 2001년 선거 | 휴스턴 시장 | 59대 | 무소속 | 42.52%     | 120,108표  | 50.69%     | 160,507표  | 1위  | 휴스턴 시장 당선 |